# Glacier Viedma
Le glacier Viedma est un glacier situé dans la zone frontalière indéterminée entre l'Argentine et le Chili,. Après le glacier d'Upsala, il est le plus grand du parc national Los Glaciares. Le front plonge directement dans le lac Viedma en Argentine au niveau de l'extrémité occidentale de ce dernier. Ce front mesure 50 mètres de hauteur et a une largeur de quelque 1 250 mètres. La superficie totale du glacier atteint 1 054 km2. Dans sa partie terminale, le glacier se comporte comme un barrage naturel en bloquant les eaux de ruissellement qui forment alors un lac.
Le glacier se forme au sein du Champ de glace Sud de Patagonie et court dans un canyon situé entre le cerro Huemul et le cerro Campana. 
Sous la glace, se trouve le volcan Viedma dont la dernière éruption remonte à 1988.